# Tom Clancy's Ghost Recon: Island Thunder
Tom Clancy's Ghost Recon: Island Thunder est une extension pour Tom Clancy's Ghost Recon, sortie sur Windows en 2002 puis adaptée sur Xbox en 2003.

## Histoire
En 2010, Cuba est officiellement reconnue comme étant un pays libre. Depuis la mort de Fidel Castro en 2006, Cuba devient hostile envers le communisme, régime sous lequel elle fut dirigée depuis près de 50 ans. C'est le moment tant attendu pour des élections libres et universelles depuis Carlos Prío Socarrás (qui fut renversé par Fulgencio Batista dans les années 1950). Le FDG (El Frente Democratico del Pueblo, en français : le Front Démocratique du Peuple) a élu Ariel Priego comme son représentant à la candidature. Le FDG est une faction antiaméricaine proclamée, qui désire faire de Cuba une nouvelle dictature. Bien que la FDG nie publiquement l'utilisation de la force comme moyen de coercition, la réalité est toute autre, comme le découvriront rapidement les Ghosts.
Les Ghosts auront donc pour mission de remettre les choses dans le droit chemin et d'assurer des élections sans scandale, tout en évitant que le gouvernement américain ne se salisse trop les mains.

## Ajouts
| Support PC |  | Support Xbox |
| --- |  | --- |
| - 12 armes - une campagne solo en 8 missions - 5 cartes multijoueur - 3 modes de jeu multijoueur : - Chat et Souris - Défendre - Behemothh |  | - 12 armes - une campagne solo en 8 missions - 5 missions Desert Siege téléchargeables - 12 cartes multijoueur (dont les 5 de la version PC) - 3 modes de jeu multijoueur : - Chat et Souris - Défendre - Behemothh |

## Accueil
- Jeux vidéo Magazine : 16/20 (PC)[1]
- Jeuxvideo.com : 14/20 (PC)[2] - 15/20 (XB)[3]